# История Островов Кука

## Доколониальный период
По данным радиоуглеродного анализа Острова Кука из Южной группы первоначально были заселены полинезийцами не позднее 500 года нашей эры . Согласно данным сравнительной лингвистики острова Южной группы были заселены с островов Общества, которые в свою очередь были заселены с Маркизских островов. При этом разделение прамаркизского и пратаитянского языков произошло около 900 года нашей эры. Острова Северной группы (кроме Пукапука, заселённого вероятно с Самоа) были заселены или с островов Южной группы, или непосредственно с островов Общества .
Согласно устным преданиям жителей островов Кука и народа маори Новая Зеландия была заселена примерно в 1000 году н.э. с острова Раротонга и других островов Тихого океана. Вполне вероятно, что Раротонга был промежуточным пунктом полинезийцев, плывших на каноэ в сторону Новой Зеландии. Самая легендарная миграция с острова состоялась в 1350 году, когда семь каноэ отплыло из бухты Авана на Раротонга в сторону Новой Зеландии.

## Колониальный период

### Изучение островов
Период европейского исследования островов Кука начался в 1595 году, когда испанский мореплаватель Альваро де Менданья открыл остров Пукапука. Позднее, в 1606 году другой испанский путешественник родом из Португалии, Педро Фернандес Кирос, открыл остров Ракаханга. В 1765 году мимо острова Пукапука проплывало британское судно под командованием Джона Байрона, который назвал атолл островом Дейнджер. 
В 1773—1775 годах на многих островах Южной группы побывал английский мореплаватель Джеймс Кук, который назвал архипелаг острова Херви (Hervey Islands). Своё современное название острова получили только в XIX веке, когда русский путешественник Крузенштерн назвал архипелаг острова Кука.
В 1789 году на острове Аитутаки побывал капитан судна «Баунти» Уильям Блай. Остров Раротонга впервые был открыт европейцами только в 1813 году.

### Миссионерская деятельность
Первый миссионер Лондонского миссионерского общества на островах Кука, Джон Уильямс, высадился на острове Аитутаки в 1821 году. Обратив часть арики (вождей островов) в христианство, новая религия со временем распространилась на все острова Южной группы, а на самих островах Кука наступил долгожданный мир (до этого жители островов архипелага постоянно воевали друг с другом). Миссионерам также принадлежала заслуга в прекращении на архипелаге практики каннибализма, они способствовали распространению грамотности среди местного населения.
Однако появление на островах Кука чужеземцев привело и к печальным последствиям: на острова были занесены заболевания, против которых у островитян не было иммунитета. В результате численность местного населения сократилась до менее 2000 человек против около 6000 человек во время появления на островах миссионеров.

### Аннексия островов Британией
В середине XIX века Франция и Великобритания проводили активную политику захвата островов в Тихом океане, в частности, в 1843 году Франция аннексировала остров Таити и острова Общества. Активная колониальная политика этого государства вызывала большие опасения как со стороны миссионеров на Островах Кука, так и со стороны новозеландских торговцев.
Впервые идею о возможности установления британского протектората над островом Раротонга высказал в 1848 году Преподобный Аарон Буцакотт (англ. Rev. Aaron Buzacott), главный миссионер Лондонского миссионерского общества на острове. По его мнению, установление французского владычества над большинством южнотихоокеанских островов, в том числе над островом Раротонга, после аннексии Таити и прилегающих островов было всего лишь делом времени. Это способствовало бы, в свою очередь, не только падению роли в регионе протестантского Лондонского миссионерского общества (а Франция была католической страной), но и привело бы к исчезновению рычага управления у миссионеров, которые к этому времени стали реальной политической властью на островах. Однако арики Раротонги первоначально не видели реальной угрозы со стороны Франции, и идея форсированного установления британского протектората не нашла поддержку среди них.
В 1850-х годах Лондонское миссионерское общество переживало очень трудные времена, так как с каждым годом становилось всё труднее финансировать свои миссии на тихоокеанских островах. В 1859 году на остров Раротонга прибыл немецкий миссионер Преподобный Е.Р. Краузе, который взял на себя руководство единственной европейской миссии на острове в поселении Такамоа, в котором находился главный теологический колледж островов Кука.
Когда Краузе прибыл на Раротонгу, на острове жил всего лишь один европеец — француз. Однако со временем, в ходе налаживания торговых связей с другими островами Тихого океана, на Раротонге стали появляться всё чаще торговцы с других островов, в основном из Новой Зеландии. Новозеландцы, заинтересованные в увеличении товарооборота, возродили идею установления британского протектората и считали, что остров Раротонга должен быть аннексирован Новой Зеландией, которая на тот момент была колонией Британской империи. Установление же французского владычества сильно ущемило бы торговые права новозеландцев. Именно с целью защиты своих коммерческих интересов они выступали против французского влияния на острове Раротонга.
Для того, чтобы подтолкнуть арики островов Кука к принятию решения о британском протекторате, торговцы из города Окленд, у которых были свои торговые представительства на Раротонге, в 1863 году снарядили шхуну «Виктория». Главным переговорщиком с местными вождями был один из арики Новой Зеландии Паора Тухаэре. В ходе обсуждения вопроса некоторых вождей удалось уговорить, и уже спустя некоторое время часть арики направила прошения губернатору Грею в город Веллингтон об установлении британского протектората, а затем ассоциации с Новой Зеландией. Губернатор поддержал эту идею и послал Министерству колоний петицию об осуществлении необходимых мер. Тем не менее, британское правительство отклонила возможность установления протектората над островов Раротонга как в первый, так и во второй в 1865 году.
Идея установления ассоциации с Новой Зеландией не была особо популярной среди как арики островов Херви, так и местного населения. Причиной тому были опасения кукцев по поводу контроля их земель новозеландцами, что, в свою очередь, способствовало бы притоку европейцев на Раротонгу и отчуждению земли у коренного населения.
Необходимо отметить, что аннексия островов Херви Новой Зеландией, которая на тот момент была самоуправляющейся колонией Британии, была невозможна, так как у неё не было легитимных прав на захват Раротонги или любого другого острова в Тихом океане, поэтому все колониальные веяния Новой Зеландии упирались в благосклонность Британии, которая на тот момент считала аннексию островов Херви экономически нецелесообразной.
В 1869 году место Преподобного Краузе на острове Раротонга занял Преподобный Джеймс Чалмерс (англ. Rev James Chalmers), которого мало интересовала аннексия островов и который был больше обеспокоен негативным европейским влиянием (это касалось распространения алкоголя и появления множество винных погребков).
В 1870 году на остров Раротонга прибыл Дж. Т. Эрандел, крупный торговец того времени в регионе. В обмен на помощь раротонгских миссионеров он покрывал расходы на содержание протестантских миссий на островах Херви. В этом же году на Раротонгу из Англии прибыл коммерсант Гудмэн. Так как его отец был патроном Лондонского миссионерского общества Гудмэн очень быстро нашёл общий язык с местными миссионерами. В 1872 году, заручившись поддержкой Преподобного Чалмераса и нескольких торговцев, Гудмэн ходатайствовал перед Министерством иностранных дел Британии о назначении его на пост британского вице-консула на Островах Херви. Однако какого-либо ответа не последовало, так как в тот момент Британию опять больше интересовали Фиджи, Новые Гебриды, Тонга и Соломоновы острова.
В 1873 году премьер-министром Новой Зеландии стал Джулиус Вогел. В период его премьерства особое внимание уделялось укреплению торговых связей с островами, так как существование «коммерческих возможностей» на островах Херви могло бы убедить Великобританию в получении выгоды после их аннексии. Практически сразу же после занятия поста Вогел обратился к Министерству иностранных дел Британии о необходимости создания Великобританией «Полинезийской Федерации», которая включала бы в себя значительную часть островов в южнотихоокеанском регионе, в том числе, и Острова Херви. Однако министерство отклонило этот проект, и уже в следующем году Британия аннексировала Фиджи.
Нежелание Британии аннексировать острова Херви объяснялось несколькими причинами. Прежде всего, одна из ведущих держав мира на тот момент вела выборную политику по отношению к новым колониям. Захватывались только те территории, которые имели стратегическое расположение, или захват которых был экономически выгоден для метрополии (то есть могли бы использоваться в качестве сырьевых придатков). А крошечные острова в Тихом океане были на последнем месте после таких территорий, как Египет, Индия, Восточная Африка. К тому же, содержание громоздкого колониального аппарата на отдалённых островах обходился очень дорого.
В июне 1885 года впервые было налажено пароходное сообщение между Новой Зеландией и островом Раротонга, а также Тонга, Самоа и Таити.

## Британский период
В 1881 году на острова Херви был отправлен первый неоплачиваемый британский консул. А уже в 1888 году после просьбы некоторых вождей о британском покровительстве вице-консул на Раротонга объявил о британском протекторате над Южной группой. Впоследствии в начале 1890-х годов протекторат распространился на часть островов Северной группы (министерство Британии по делам колоний решило, что они сыграют значительную роль в будущем строительстве транстихоокеанской кабельной станции).
В октябре 1885 года британское министерство приняло предложение Новой Зеландии, которая на тот момент была самоуправляющейся британской колонией, об оплате ею работы британского консула на острове Раротонга, но при условии, что этот консул будет назначаться новозеландским правительством и будет официальным агентом Новой Зеландии. Консул выполнял функции советчика островных вождей в вопросах составления законопроектов, подписывал все акты местного законодательства от имени губернатора Новой Зеландии, а также мог отклонить законопроект.
В 1890 году был сформирован генеральный совет, первое правительство островов. В следующем году арики Раротонги и других островов Южной группы согласились сформировать первую федеральную легислатуру на островах. Была официально введена британская валюта. Однако многих местных вождей не устраивало то, что фактически управление островами переходило в руки Новой Зеландии, а не Британии (арики же хотели непосредственного вхождения Островов Кука в состав Британской империи).
В официальном прошении верховного арики от 6 сентября 1900 года были оговорены условия, при которых было возможно вхождение Островов Кука в состав Британской империи:
1. Роспуск федерального парламента и созыв совета арики, возглавляемого Макеа Арики. Вступление в силу новозеландских закон только с одобрения совета.
2. Одновременная аннексия островов Северной группы.
3. Острова должны быть присоединены к Британии и объединены на федеральных началах с Новой Зеландией.

### Новозеландский период
Однако уже 27 сентября 1900 года новозеландский парламент одобрил аннексию островов Кука, и в следующем месяце на Раротонга прибыл губернатор Новой Зеландии. Без всякого обсуждения верховный арики и другие лидеры островов подписали акт о цессии, предполагавший расширение границ Новой Зеландии за счёт островов Кука.
11 июня 1901 года Острова Кука вошли в состав Новой Зеландии.
Несмотря на то, что верховный арики и правительство Островов Кука во время Новозеландской парламентской миссии в 1903 году строго придерживались идеи независимости Островов Кука в вопросах своего законодательства, к 1909 году вся власть на островах перешла к новозеландскому резидент-комиссару и министру островных территорий, а все законодательные акты, принятые в новозеландском парламенте, приобрели силу закона. В результате к 1915 году после принятия ряда законопроектов Острова Кука с точки зрения закона стали полностью зависимы от воли новозеландского парламента.
В 1945 году Новая Зеландия приняла активное участие в создании Организации Объединённых Нации, а также в разработке той части Устава ООН, в которой идёт речь о несамоуправляющихся территориях. Всё это оказало определённое воздействие на развитие Островов Кука. В целом, послевоенный период (его ранние годы) был отмечен укреплением экономики архипелага, повышением качества жизни островитян, однако решить проблемы, связанные с эмиграцией жителей Островов Кука в Новую Зеландию (в основном молодёжи), так и не удалось.

## Период самоуправления

### Первые годы самоуправления. Основные принципы свободной ассоциации с Новой Зеландией
В 1962 году законодательную ассамблею Островов посетил новозеландский министр по делам островных территорий, предложив четыре проекта будущего статуса Островов Кука:
1. Предоставление полной независимости, при которой Новая Зеландия продолжит содействовать развитию архипелага.
2. Объединение с Новой Зеландией при условии прямого представительства Островов Кука в Палате представителей Новой Зеландии.
3. Интеграция в Полинезийскую Федерацию, если возможно создание этого государства в перспективе.
4. Предоставление полной самостоятельности в решении внутренних вопросов при сохранении новозеландского гражданства для жителей территории.

При этом министр подчеркнул недостатки первых трёх альтернатив:
1. Острова Кука имеют очень маленькую площадь, слаборазвитую экономику. Острова архипелага находятся на дальнем расстоянии друг от друга. При полной независимости всё это привело бы к возникновению ряда проблем в экономической, политической, социальной и других сферах.
2. Полная интеграция с Новой Зеландией привела бы к верховенству новозеландских законов на территории Островов Кука, а представители территории в новозеландском парламенте не смогли бы лоббировать свои интересы из-за малого представительства.
3. При вхождении в состав возможной в будущем Федерации Океании Острова Кука играли бы по сравнению с Самоа, Фиджи и другими странами второстепенную роль.

Самым практичным из них было предоставление полной внутренней самоуправляемости при сохранении новозеландского гражданства для жителей территории. Члены ассамблеи Островов Кука понимали, что архипелаг полностью зависит от финансовой помощи Новой Зеландии. К тому же, предоставление островитянам новозеландского гражданства было бы очень благоприятным в условиях растущего оттока населения в Новую Зеландию. Именно поэтому ассамблеей Островов Кука был одобрен проект самоуправляющейся территории. После долгих консультаций 17 ноября 1964 года новозеландский парламент принял Конституционный акт Островов Кука (англ. Cook Islands Constitution Act), который должен был вступить в силу после проведения всеобщего голосовании на островной территории.
Население, принявшее участие в голосовании по поводу принятия документа 20 апреля 1965 года, поддержало предложенную конституцию и предоставление Островам Кука самоуправления. На голосование были приглашены наблюдатели стран-членов ООН (Индии, Испании, Того, Судана, США и Японии).
7 июня 1965 года новозеландский парламент согласно результатам проведённого народного голосования внёс некоторые поправки в Конституционный акт Островов Кука. 26 июля 1965 года была окончательно принята резолюцию, по которой Острова Кука объявлялись самоуправляющейся территорией в свободной ассоциации с Новой Зеландией. Первым министром стал сэр Альберт Генри.
16 декабря 1965 года Генеральной Ассамблеей ООН был принята Резолюция 2064 (XV), в которой Острова Кука объявлялись территорией с полным объёмом внутреннего самоуправления.
Под свободной ассоциацией Островов Кука с Новой Зеландией подразумевается:
1. Правительство Островов Кука наделено всей полнотой исполнительной власти.
2. Парламент Островов Кука наделён правом издания законов. Парламент Новой Зеландии не имеет права издавать законы для Островов Кука.
3. Жители Островов Кука являются гражданами Новой Зеландии.
4. Острова Кука остаются частью Королевства Новой Зеландии. Главой Островов Кука является британская королева Елизавета II.

Однако Новая Зеландия отвечает за внешнюю политику и оборону.

### История Островов Кука 1970—2000 годов
В ходе очередных выборов в 1971, 1974 и марте 1978 года премьером Островов Кука был избран Альберт Генри из Партии Островов Кука. Однако в июле 1978 года после рассмотрения законности выборов верховный судья Островов Кука отозвал голоса эспатриантов Островов, которые специально за счёт государственных фондов были привезены из Новой Зеландии для участия в выборах. В результате пересмотра результатов выборов Партию Остров Кука обошла Демократическая партия Островов Кука, лидер которой, Томас Дэвис, стал новым премьером самоуправляющейся территории.
В мае 1981 года в Конституцию Островов Кука была внесена поправка, согласно которой число парламентариев увеличилось с 22 до 24 человек (параллельно был увеличен срок полномочий с четырёх до пяти лет).
В апреле 1983 года Сэр Том Дэвис уступил власть оппоненту из Партии Островов Кука, Джеффри Генри, двоюродному брату бывшего премьера. Однако Генри находился у власти очень короткий период, и уже в ноябре 1983 года пост премьера вернулся к Дэвису. В августе 1984 года Дэвис осуществил коренные изменения в правительстве с целью создания коалиционного правительства: семь министерских портфелей получили члены Партии Островов Кука, а Джеффри Генри был назначен заместителем премьера. Однако в середине 1985 года Генри и его однопартийцы были уволены с постов. В июле 1987 года Том Дэвис в связи с вынесением вотума недоверия правительству был вынужден уйти в отставку, а его место занял член Кабинета министров и ключевая фигура на тот период Демократической партии Пупуке Робати. В ходе очередных парламентских выборов в январе 1989 года победу одержал Джеффри Генри.
В августе 1991 года была внесена новая поправка в Конституцию Островов Кука, согласно которой число парламентариев увеличилось с 24 до 25 человек. Одновременно изменения коснулись Кабинета министров: число министров возросло с 7 до 9 человек.
Результаты парламентских выборов марта 1994 года были вполне ожидаемы: 20 мест в парламенте получила Партия Островов Кука, 3 места — Демократическая партия и 2 места — Партия альянса, основанная в 1992 году Норманом Джорджем. Том Дэвис, партия которого проиграла на выборах, ушёл с поста председателя Демократической партии Островов Кука.
В 1994 году на Островах на некоторое время удалось избежать крупного финансового кризиса из-за предоставления правительством страны гарантий по кредитам иностранным компаниям в размере $NZ l,200 млн. (к сравнению, в 1994—1995 годах валовый доход Островов Кука составлял около $NZ 50 млн.). В ходе разбирательства Резервный банк Новой Зеландии пришёл к заключению, что эти действия правительства были в основном продиктованы интересами иностранных компаний. Однако сложившаяся ситуация в самоуправляющейся территории привела к отзыву иностранными инвесторами своих капиталов, тем самым, ещё сильнее провоцируя финансовый кризис. Чтобы решить проблему министр Островов Кука Джеффри Генри в середине 1995 года вывел из обращения доллар Островов Кука и провёл меры по сокращению государственных расходов. Однако избежать кризиса не удалось. Новозеландское правительство критиковало правительство Островов Кука за отсутствие решительных мер, в том числе, за не вынесение обвинений в мошенничестве и уклонении от уплаты налогов иностранным компаниям. Ситуация на Островах ещё более ухудшилась после того, как стало известно, что территория не в состоянии самостоятельно погасить долг в размере US $100 млн перед Банком Италии. В апреле 1996 года Джеффри Генри были предприняты новые решительные меры в сфере финансов: на 50 % была сокращена заработная плата государственным служащим, были закрыты все дипломатические миссии за границей, на 60 % сократилось количество государственных департаментов и министерств, была проведена приватизация большинства государственных предприятий. Отмеченная в 1995—1996 годах возросшая эмиграция жителей Островов Кука ещё сильнее пошатнула финансовый сектор страны.
В августе 1997 года Парламент Островов Кука одобрил Акт о местном правительстве на внешних островах (англ. Outer Islands Local Government Act). В результате была создана новая бюджетная система пополнения местных фондов с целью осуществления различных проектов на внешних острова и увеличения власти на местах.
Действия администрации Джеффри Генри продолжала вызывать споры в обществе, особенно заявление в декабре 1997 года о закрытии Министерства общественных работ, исследований, жилищного фонда, водоснабжения и окружающей среды из-за превышения сметы расходов. В знак протеста ответственный министр Том Марстерс подал в отставку, так как без работы осталось более 100 государственных служащих. Также возникли проблемы с ЖКХ (особенно водоснабжением), были приостановлены многие государственные проекты.
В ноябре 1997 года острова Северной группы сильно пострадали от циклона «Мартин»: погибло по меньшей мере 8 человек, была фактически разрушена инфраструктура островов, большие убытки потерпела индустрия по производству чёрного жемчуга.
В конце XX века Острова Кука стали крупным офшорным центром, где открывали свои счета многие иностранные компании, в том числе, российские. В результате появились заявления о том, что в стране отмываются нелегальные деньги криминальных организаций. Попытки правительства Островов Кука уйти от ответа не дали результата, поэтому после давления со стороны многих государств мира были проведены изменения в финансовом законодательстве в августе 1999 года (в том числе, был создан орган по делам легализации незаконно полученных денег).
16 июня 1999 года были проведены очередные парламентские выборы, победу в которых одержала Партия Островов Кука, получив 11 из 25 мест в парламенте. Демократическая партия получила 10 мест и Партия нового альянса — 4 места. Премьер-министром остался Джеффри Генри, заместителем премьера — Норман Джордж, лидер Партии нового альянса, с которой была создана правительственная коалиции. В ответ на союз с Партией нового альянса трое членов Партии Островов Кука вошли в коалицию с Демократической партией. В результате Джеффри Генри был смещён Джо Уильямсом, который, в свою очередь, ушёл в отставку в ноябре (его место занял Терепаи Маоате).

## Внешняя политика
11 июня 1980 года США подписали договор с правительством Новой Зеландии, определяющий морские границы Островов Кука с Американским Самоа. США также отказалось от претензий на острова Пенрин, Пукапука, Манихики и Ракаханга.
В течение первого десятилетия самоуправления деятельность правительства Островов Кука сосредоточилась на внутренних делах и осуществлении основных социальных и экономических программ. Цель внутренней политики Островов Кука в эти годы — национальное развитие и снижение зависимости страны от экономической помощи Новой Зеландии.
В 1972 году недавно созданный Южнотихоокеанский форум (сейчас Форум тихоокеанских островов) сформировал на основе договора Южнотихоокеанское бюро экономического сотрудничества (англ. South Pacific Bureau for Economic Cooperation). В соглашении, подписанном Австралией, Западным Самоа, Науру, Новой Зеландией, Островами Кука, Тонга и Фиджи в 1973 году, Острова Кука впервые выступили как самостоятельный субъект международного права.
В 1990-х годах продолжилась активная политика правительства Островов Кука в сфере международного сотрудничества.
Сейчас страна является членом Азиатского банка развития, Всемирной организации здравоохранения, некоторых подразделений ООН. Острова Кука также являются ассоциированным членом Содружества наций, поддерживает дипломатические отношения с 19 государствами мира.